# کاستوم (خودرو)

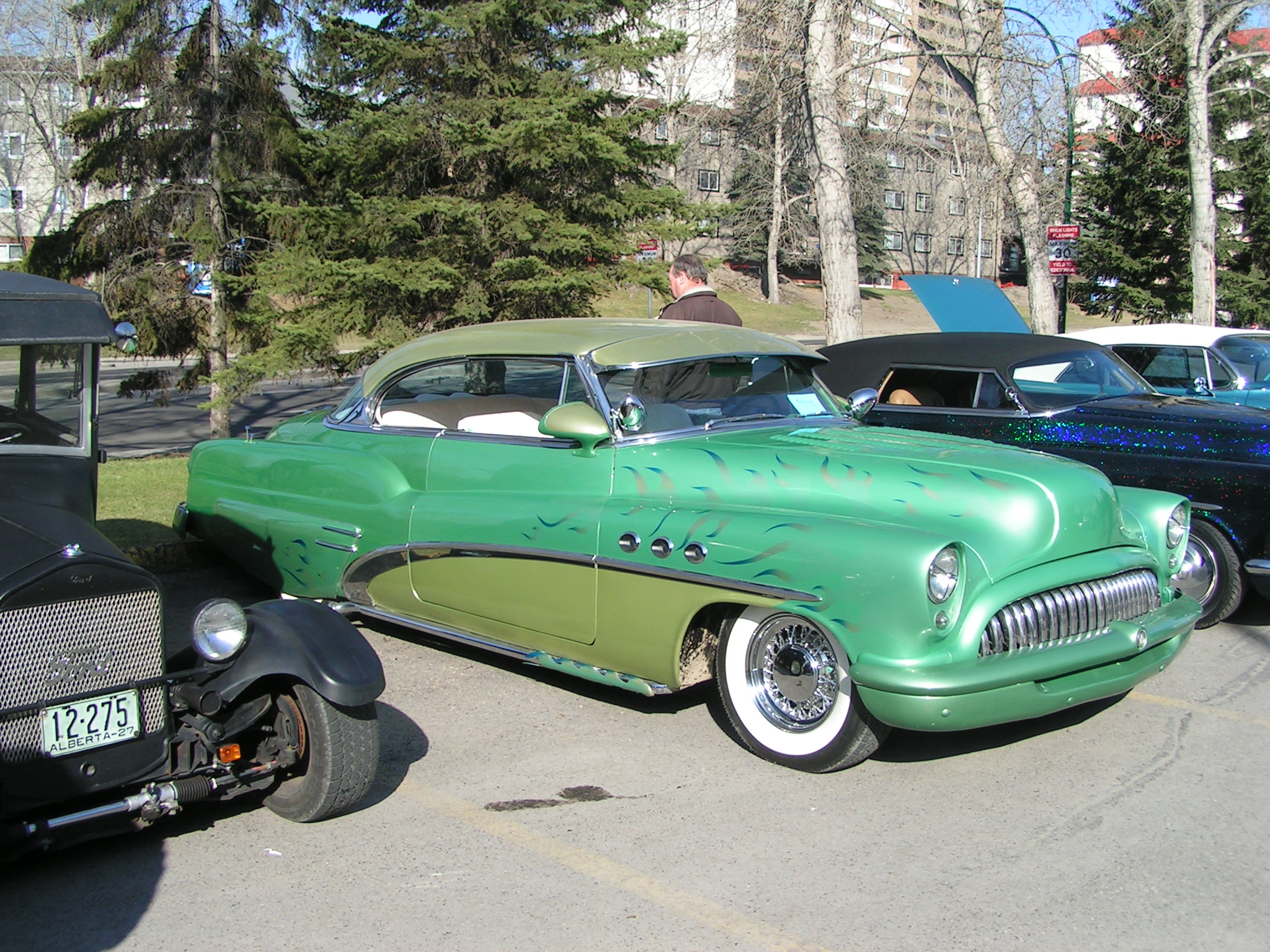
کاستوم ملایم بیوک در اوایل دهه ۵۰ با رنگ‌های سفید پهن، جلوپنجره و نیزه‌های تزئینی جدید، لوله دریاچه‌ها، اپلتون‌ها و رنگ آمیزی.

کاستوم (به انگلیسی: Kustom) خودروهای اصلاح شده از دهه ۱۹۳۰ تا اوایل دهه ۱۹۶۰ هستند که در سبک‌های سفارشی‌سازی آن دوره زمانی انجام شده است. اعتقاد بر این است که استفاده از "K" برای "Kustom" به جای "C" از جورج باریس سرچشمه گرفته است.

## طراحی ظاهر
این سبک به‌طور کلی شامل شروع با یک کوپه ۲-در و ایجاد تغییراتی مانند:
- کاهش سامانه تعلیق
- کاش دادن خط سقف، «برش دادن» (معمولاً بیشتر در قسمت عقب برش داده می‌شود تا ظاهری «شکل دار» داشته باشد، ستون‌های B نیز معمولاً برای افزایش این ظاهر متمایل می‌شوند)
- برش دادن و/یا کانال کشی بدن، (حذف بخشی از مرکز بدن)
- برخی از قطعات جانبی معمولاً تیپ‌بندی یا «تراشیده می‌شوند» تا ماشین بلندتر، پایین‌تر و صاف‌تر به نظر برسد
- دستگیره‌های در نیز «تراشیده شده» هستند و سیم‌لوله برقی یا کابل‌ها نصب می‌شوند
- اغلب قطعاتی مانند قطعات تزئینی، کاپوت و جلوپنجره به صورت تکه‌تکه از خودروهای دیگر گرفته می‌شوند
- دکمه‌ها در مکان‌های مخفی نصب می‌شوند و برای باز کردن درها استفاده می‌شوند
- صندوق و سایر قطعات بدنه نیز در این مورد قابل تغییر هستند

### چراغ‌ها
چراغ‌های جلو و عقب‏ کاستوم واقعی ممکن است چراغ‌های اصلی تولید شده با خودرو باشند یا نباشند. به عنوان مثال، برخی از مبادلات محبوب، قرار دادن چراغ‌های جلو اولدزموبیل یا بیوک در مدل دیگری است. چراغ‌های جلو، چراغ‌های عقب و آنتن نیز مشمول چیزی هستند که به آن «فرنچینگ (Frenching)» گفته می‌شود، جایی که جسم از بدنه بریده می‌شود، «جعبه‌ای» به شکل آیتم ساخته شده و به سوراخ اصلی جوش داده می‌شود. سپس این قطعه دوباره در «جیب فرنچینگ» نصب می‌شود و ظاهری فرورفته در بدنه به آن می‌دهد.

### پیشرو
به‌طور سنتی از «سرب» (مخلوطی از ۷۰٪ سرب و ۳۰٪ قلع) در بدنه منطقه به جای پر کننده‌های پلی‌استر یا فایبرگلاس، پس از شکل دهی فلز برای آماده‌سازی رنگ استفاده می‌شود. «پیشرو» به معنای واقعی «سورتمه سربی» کاستوم است، اصطلاحی که در دهه ۱۹۵۰ مورد توجه قرار گرفت و به معنای خودروی بزرگ و سنگین پر از سرب بود. این اصطلاح عموماً منفی در نظر گرفته می‌شد، زیرا به این معنی بود که خودرو خیلی سریع نیست، اگرچه گاهی اوقات اینطور نبود زیرا برخی از کاستوم‌ها بسیار سریع در نظر گرفته می‌شدند. امروزه به‌طور کلی اصطلاح «سورتمه سربی» به عنوان یک تعارف در نظر گرفته می‌شود.

### پنجره‌ها و قالپاق‌ها
پنجره‌ها اغلب در سورتمه‌های سربی نیز تعویض می‌شوند. برخی از صاحبان از تکه‌های دیگر پنجره‌ها برای سفارشی‌سازی خودروی خود استفاده می‌کنند. به عنوان مثال، استفاده از پنجره‌های دیسوتو در مرکوری ۱۹۵۰، یا پنجره‌های لسال (کادیلاک) در فورد ۱۹۳۶، دو تا از شناخته شده‌ترین و کلاسیک‌ترین ترکیب‌های تمام دوران می‌باشد. قالپاق‌های توپی به سبک «فلیپر» در کاستوم محبوب هستند، مانند دوج لنسر (۴میله)، اولدزموبیل فیستا ۱۹۵۶ (۳ میله)، دوج لنسر ۱۹۵۹ «خرچنگی» به این دلیل گفته می‌شود چون شبیه خرچنگ هستند، موارد دیگر مانند قالپاق‌های توپی کادیلاک ۱۹۵۷ و ۱۹۴۹ نیز قابل قبول هستند و به آن‌ها «سامبِرِروز»، پلیموث ۱۹۵۷ «مخروط» و غیره گفته می‌شود. همچنین سبک‌های محبوب دیگری وجود داشتند که صرفاً پس از فروش بودند و هرگز در خودروهای کارخانه‌ای عرضه نشدند، مانند باله‌های «هالیوودی» یا مثلاً «کراس میله‌ها».

### لاستیک‌ها
این یک سنت است که کاستوم باید تایرهای وایتوال داشته باشد، که معتبرترین آن‌ها تایر‌های سبک بایاس است. عرض دیوار سفید نشان دهنده دورانی است که خودروی خاص به آن گوش می‌دهد. به عنوان مثال، یک کاستوم که به سبک دهه ۱۹۴۰ ساخته شده است، معمولاً دارای «سفیدهای عریض» است که عرض آنها ۳ اینچ یا بیشتر است، جایی که لاستیک سفید پشت لبه چرخ امتداد می‌یابد، این سبک برای کاستوم‌ها تا حداکثر درست است. اواسط دهه ۱۹۵۰ از اواسط تا اواخر دهه ۱۹۵۰، یک باریکتر (اما هنوز عریض) تالبه چرخ امتداد داشت. در سال ۱۹۵۶، جنرال موتورز یک خودروی مفهومی به نام «بسکین» داشت (عناصر سبکی که بعداً در کورت‌ها، شورلت‌های ۱۹۵۷ و کورویر‌ها نیز استفاده شد). این خودرو دارای برخی لاستیک‌های جدید با فناوری پیشرفته بود که فقط یک نوار بسیار نازک از لاستیک دیوار سفید داشتند. تا سال ۱۹۵۸، کادیلاک شروع به فروش خودروهایی با این نوع «سفیدهای لاغر» یا «دیوارهای اینچی» کرد. آن‌ها یک ضربه فوری و تمام خشم با جمعیت کاستوم‌ها بودند. این سبک نازک یک اینچ، ۱٫۵ اینچ، ۱٫۳ اینچ، ۳٫۸ اینچ، یا ۵٫۸ در دیوار سفید همچنان در دهه ۱۹۶۰ رایج بود و هنوز هم در برخی از خودروهای جدیدتر رایج است.

### لوله‌های اگزوز
«لوله‌های دریاچه» یکی دیگر از پایه‌های اصلی کاستوم بود. این لوله‌های کرومی بلند یا کوتاه بودند که از پشت چاه‌های چرخ‌های جلو به عقب می‌رفتند. آنها یکی از سه شاخه انتهایی قابل جابجایی را برای عبور صاف با اگزوز بازدارند. لوله‌های جانبی مشابه هستند اما شامل شاخه‌های قابل جابجایی نیستند، نوک‌های «بِلفِلاور (Bellflower)» مشابه هستند، اما از چرخ عقب و زیر سپر خارج می‌شوند، سبکی که در منطقه بلفلاور، کالیفرنیا در اوایل دهه ۱۹۶۰ ظهور کرد.

## مدارس کاستوم‌سازی
چندین مکتب مختلف از کاستوم‌سازی وجود دارد که در محدوده تغییرات ظاهری و مکانیکی خودروها متفاوت است.

### کاستوم ملایم
اصطلاح «کاستوم ملایم» به رویکرد نسبتاً محافظه کارانه کاستوم‌سازی اشاره دارد که در آن اکثر زیبایی و هویت اصلی خودرو حفظ می‌شود.

### تمام کاستوم

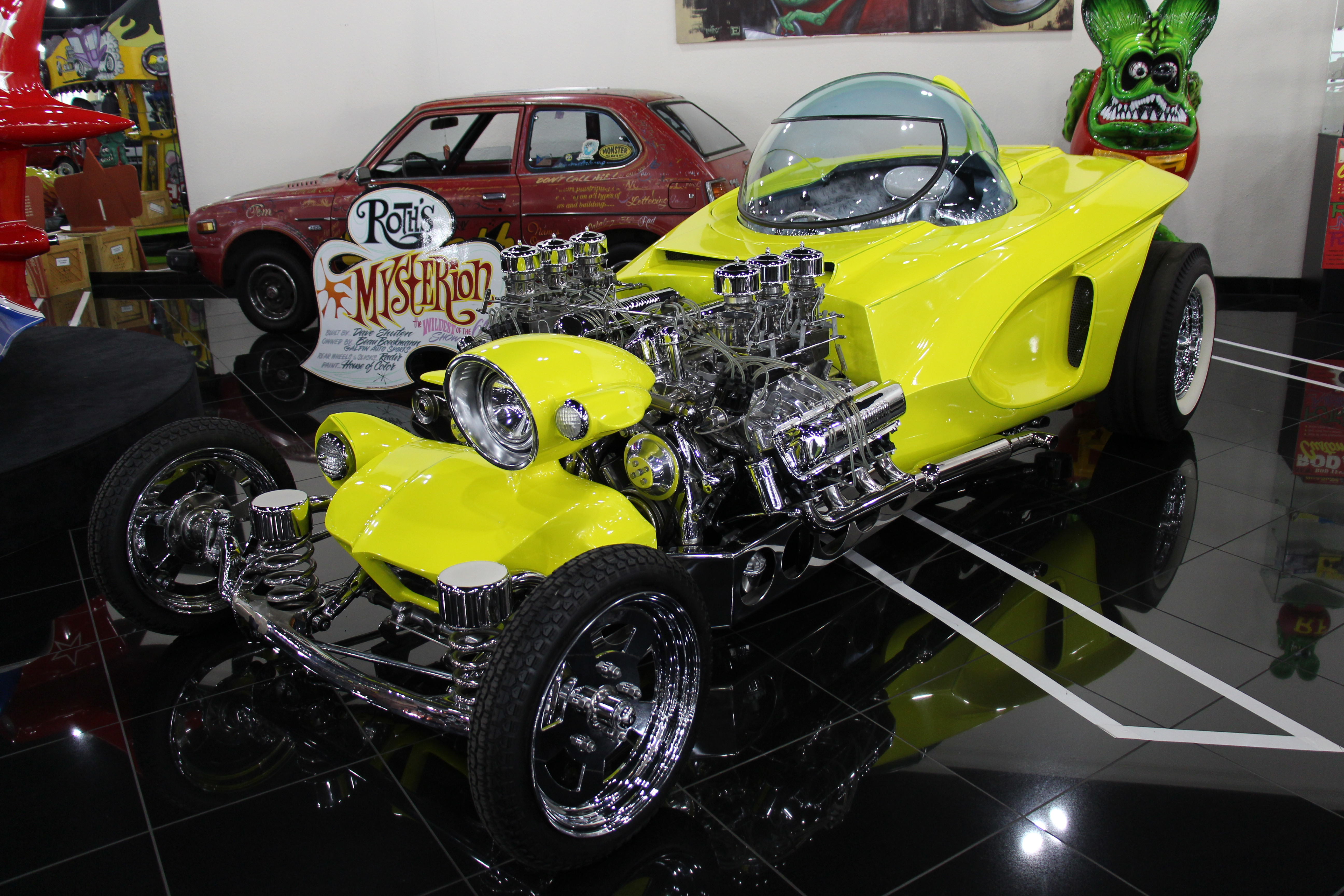
نمایش رُد میستِریون اثر اد راث

«تمام کاستوم» به خودرویی اطلاق می‌شود که از هر جنبه ممکن به شدت تغییر کرده است، تقریباً تمام پنل‌های بیرونی، فضای داخلی، داشبورد، جای موتور، سیستم تعلیق، اجزای مکانیکی به شدت کروم شده و غیره تغییر شکل داده است.

### بمب
همچنین نسخه سوم یک کاستوم واقعی، «بمب» وجود دارد. این‌ها لورایدر‌های اصلی بودند که در دهه ۱۹۴۰ تا ۱۹۶۰ در کنار سایر انواع کاستوم‌ها توسعه یافتند. اینها معمولاً شبیه کاستوم‌های ملایم بودند، زیرا بر اصل نگه داشتن خودرو تا حد امکان تأکید می‌کردند، اما با استفاده از رنگ سفارشی، کروم، و اغلب با هر نوع لوازم جانبی مناسب دوره پیچ پوشیده می‌شدند. داشتن لوازم جانبی بیشتر خوب یا حتی افتخار آمیز محسوب می‌شود. بمب‌ها معمولاً تعلیق‌های بسیار تغییر یافته‌ای دارند که دارای تنظیمات هیدرولیک سنتی است، که معتبرترین آن‌ها از اجزای هیدرولیک هواپیماهای دور ریخته شده جنگ جهانی دوم استفاده می‌کنند که تا حد زیادی پس از جنگ جهانی دوم در دسترس بودند. بسیاری از کاستوم‌های مدرن از «کیسه‌های هوا» استفاده می‌کنند که سنتی در نظر گرفته نمی‌شوند، اما به دلیل دشواری و/یا هزینه‌های یافتن و نصب اجزای هیدرولیک واقعی، اغلب به آنها مجوز رایگان داده می‌شود.

### واژه‌شناسی
از این خودروها می‌توان به عنوان خودروهای سفارشی، سورتمه سربی یا سورتمه نیز یاد کرد. اصطلاح کاستوم به‌طور کلی به عنوان نشان دهنده این است که استایل خودرو به دهه ۱۹۵۰ یا اوایل دهه ۱۹۶۰ بازمی‌گردد، در مقابل سبک‌های مدرن‌تر بعدی.